# ハプトコリン
ハプトコリン（英: haptocorrin）は、トランスコバラミン-1（TC-1）またはコバロフィリンとも呼ばれ、コバラミンの輸送に関わるトランスコバラミン タンパク質である。ヒトにおいてTCN1 遺伝子によってコードされる。唾液腺から分泌され、Rタンパク質とも呼ばれている。
ハプトコリンは、以下に述べるビタミンB12吸収メカニズムの一端を担っている。
- 食餌中のビタミンB12は、タンパク質と結び付いており、胃のペプシンがタンパク質を分解しビタミンB12が遊離される。
- 胃の中で遊離したビタミンB12はハプトコリンと強く結び付き、安定化し、胃内の強酸性下でのビタミンB12の分解を防いでいる。
- ビタミンB12とハプトコリンの結合体は、胃から十二指腸に移動し、ハプトコリンが膵液によって消化され、ビタミンB12が遊離し、胃で分泌された内因子と結び付く。
- このビタミンB12と内因子との結合体は回腸終端部の柔毛から腸上皮細胞に吸収される。

正常な胃の機能を有した（萎縮性胃炎などにより内因子の分泌障害のない）健康な成人での食餌中のビタミンB12の吸収率は50%程度であると言われている。

## 参考
日本人の食事摂取基準（2010年版）https://www.mhlw.go.jp/shingi/2009/05/s0529-4.html